# Peparik Gaib
Peparik Gaib is een bestuurslaag in het regentschap Gayo Lues van de provincie Atjeh, Indonesië. Peparik Gaib telt 870 inwoners (volkstelling 2010).